# Goanga
Goanga este albumul numărul 3 al formației de muzică alternativă Ca$$a Loco.

## Piese
- 1. Intrare
- 2. Din Dragoste
- 3. Caii
- 4. Un Italiano Dero
- 5. Living La Vida Porca
- 6. Iarna La Mare
- 7. Vând Fân (Phantom edit)
- 8. Tunel
- 9. Kash-Tocana
- 10. Goanga
- 11. Cenaclul Foc și Pară
- 12. La Femei
- 13. Nimich
- 14. Eterna și Fascinanta Românie
- 15. Bau - Bau
- 16. Ieșire